# هلي كتي (بايين خيابان ليتكوة)
هلي کتي (بالفارسية: هلی‌کتی) هي قرية تقع في إيران في قسم بایین خیابان لیتکوة الريفي. يقدر عدد سكانها بـ 676 نسمة .